# 大連星海會展中心
大連星海會展中心（英語：Dalian Xinghai Convention & Exhibition Center）位於大連市星海廣場北端，分爲一期工程和二期工程，主要進行展覽及會議等活動。

## 歷史
20世紀九十年代薄熙來執政大連時期，爲了大量吸引外資，改善大連市容市貌、基礎建設及自然環境等，對大連市進行了翻新建設。其中，星海廣場的會展中心就是在當時興建的一棟建築，2002年大連星海會展中心開始擴建，進行二期工程。

## 建築
星海會展中心一期位於星海廣場最北端，坐北朝南。佔地面積8.6萬平方米，建築面積9.4萬平方米。其中地下一層，地面四層。會展中心主要負責商業活動、節日慶典及晚會。另外會展中心也負責餐飲服務及商務票務等其他服務。。

## 附近交通
- 地铁：大连地铁1号线会展中心站